# Мала Градна
Мала́ Градна́ — село в окрузі Бановці-над-Бебравою Банськобистрицького краю Словаччини. Станом на грудень 2015 року в селі проживало 369 людей. Протікає Граднянський потік.

## Населення
| Рік:            | 1994. | 2004.   | 2014.   | 2024.    |
| --------------- | ----- | ------- | ------- | -------- |
| Кількість осіб: | 422   | 387     | 364     | 407      |
| Різниця:        |       | -8,29 % | -5,94 % | +11,81 % |

| Рік:            | 2023. | 2024.   |
| --------------- | ----- | ------- |
| Кількість осіб: | 408   | 407     |
| Різниця:        |       | -0,24 % |